# Communauté de communes Les Balmes Dauphinoises
La Communauté de communes Les Balmes Dauphinoises est une ancienne communauté de communes française, située dans le département de l'Isère et la région Auvergne-Rhône-Alpes.
Elle fusionne au 1er janvier 2017 dans la communauté de communes les Balcons du Dauphiné.

## Composition
Elle est composée des 8 communes suivantes :
| Nom                      | Code Insee | Gentilé         | Superficie (km2) | Population (dernière pop. légale) | Densité (hab./km2) |
| ------------------------ | ---------- | --------------- | ---------------- | --------------------------------- | ------------------ |
| Saint-Chef (siège)       | 38374      | Saint-Cheffois  | 27,16            | 3 608 (2014)                      | 133                |
| Montcarra                | 38250      | Montcarradiauds | 4,90             | 511 (2014)                        | 104                |
| Saint-Hilaire-de-Brens   | 38392      | Saint-Hilairois | 7,52             | 582 (2014)                        | 77                 |
| Saint-Marcel-Bel-Accueil | 38415      | Saint-Marcios   | 18,23            | 1 366 (2014)                      | 75                 |
| Salagnon                 | 38467      | Salagnards      | 8,21             | 1 286 (2014)                      | 157                |
| Trept                    | 38515      | Treptois        | 15,87            | 1 942 (2014)                      | 122                |
| Vénérieu                 | 38532      | Vénériards      | 6,00             | 734 (2014)                        | 122                |
| Vignieu                  | 38546      | Vignolais       | 9,40             | 1 016 (2014)                      | 108                |

## Compétences
Les compétences de la Communauté de communes Les Balmes Dauphinoises sont :
I / COMPÉTENCES OBLIGATOIRES :
A1 - Aménagement de l’espace
A2 – Développement économique
II/ COMPÉTENCES OPTIONNELLES :
B1 – Création, aménagement et entretien de la voirie d’intérêt communautaire ;
B2 – Politique du logement social d’intérêt communautaire ;
B3 – Équipements sportifs, socioculturels et scolaires ;
B4 – Environnement ;
B5 – Actions sociales ;
II bis / COMPÉTENCES OPTIONNELLES :
- Élaboration du plan de mise en accessibilité de la voirie et des aménagements des espaces publics.
- Réalisation du diagnostic d’accessibilité des établissements recevant du public.
- Soutien et participation aux actions de développement de l’action culturelle impliquant plusieurs communes.